# Черкасская поселковая община (Днепропетровская область)
Черкасская поселковая общи́на (укр. Черкаська селищна громада) — территориальная община в Самаровском районе Днепропетровской области Украины.
Административный центр — посёлок Черкасское.
Население составляет 10 297 человек. Площадь — 189,07 км².
Органом местного самоуправления общины является Черкасский поселковый совет.  На территории общины расположены военные части.

## Населённые пункты
В состав общины входит 2 посёлка: Черкасское и Заречное.